# Joachim Björklund
Joachim Björklund (Växjö, Švedska, 15. ožujka 1971.) je bivši švedski nogometaš i nacionalni reprezentativac.

## Karijera

### Klupska karijera
Björklund je prve veće klupske uspjehe počeo ostvarivati u dresu IFK Göteborga s kojim je osvojio tri naslova švedskog prvaka. 1995. godine kupuje ga talijanska Vicenza a sezonu potom je transferiran u škotski Glasgow Rangers. S klubom je u dvogodišnjem razdoblju osvojio škotsko prvenstvo, kup i Liga kup.
Zbog odličnih igara, igrača u ljeto 1998. kupuje Valencija za 2,5 milijuna GBP. U klubu je igrao tri sezone i osvojio [[španjolski Superkup]] dok se 2001. vraća u Italiju gdje je godinu dana igrao u Veneziji.
U siječnju 2002. kupuje ga Sunderland za 1,5 milijuna GBP ali je s klubom te sezone ispao iz Premiershipa kao posljednji na tablici. Tijekom sezone 2003./04. Björklund je s klubom osvojio treće mjesto u drugoj ligi (vrativši se time u prvu ligu) te je igrao u polufinalu FA Kupa. Međutim, tadašnji trener Mick McCarthy više nije računao na igrača koji je zbog toga otišao u Wolverhampton. U novom klubu je odigrao svega tri prvenstvene utakmice ponajviše zbog ozljede koja ga je sputavala te se zbog toga 2005. godine igrački umirovio.

### Reprezentativna karijera
Za švedsku reprezentaciju Joachim Björklund je igrao od 1992. do 2000. U tom razdoblju nastupio je na dva europska (1992. u Švedskoj i 2000. u Belgiji / Nizozemskoj) te jednom svjetskom (1994. u SAD-u) prvenstvu. Najveći reprezentativni uspjeh ostvario je 1994. kada je Švedska osvojila svjetsku broncu.

## Privatni život
Završetkom igračke karijere, Björklunda je angažirala Valencija u kojoj radi kao klupski skaut za područje Skandinavije kao i na švedskom Canal+ kao komentator utakmica španjolske Primere.

## Osvojeni trofeji

### Klupski trofeji
| Klub            | Natjecanje          | Sezona / godina |
| Švedska         | Švedska             | Švedska         |
| --------------- | ------------------- | --------------- |
| IFK Göteborg    | Švedsko prvenstvo   | 1993.           |
| IFK Göteborg    | Švedsko prvenstvo   | 1994.           |
| IFK Göteborg    | Švedsko prvenstvo   | 1995.           |
| Škotska         |                     |                 |
| Glasgow Rangers | Škotsko prvenstvo   | 1995./96.       |
| Glasgow Rangers | Škotski kup         | 1996.           |
| Glasgow Rangers | Škotsko prvenstvo   | 1996./97.       |
| Glasgow Rangers | Škotski Liga kup    | 1997.           |
| Španjolska      |                     |                 |
| Valencia        | Španjolski Superkup | 1999.           |

### Reprezentativni trofeji
| Natjecanje                          | Godina  | Trofej  |
| Švedska                             | Švedska | Švedska |
| ----------------------------------- | ------- | ------- |
| Svjetsko prvenstvo u nogometu - SAD | 1994.   | Bronca  |

## Vanjske poveznice
- Soccerbase.com
- National Football Teams.com